# Kvægtorvet Station
Kvægtorvet Trinbræt er en dansk jernbanestation i den vestlige del af byen Hjørring i Vendsyssel. Stationen ligger på Hirtshalsbanen mellem Hjørring Station og Teglgårdsvej Trinbræt.